# 비앙카 카펠로
비앙카 카펠로(1548년 ~ 1587년 10월 20일)는 프란체스코 1세의 두 번째 부인이 된 여성이다. 본래는 프란체스코 1세의 정부였는데 첫 부인 요하나가 죽은 다음해인 1579년에 공식적으로 그녀를 배우자로 삼았다.
프란체스코 1세와 정식 결혼하기 이전에 돈 안토니오를 낳았는데, 프란체스코 1세가 그를 합법적인 아들이라고 인정했음에도 불구하고 메디치 가문의 일족들은 돈 안토니오를 사생아로 보았다. 그래서 프란체스코 1세가 사망한 후에 토스카나 대공에는 프란체스코 1세의 동생인 페르디난드 1세가 즉위했다. 메디치 일족들은 비앙카를 싫어했기 때문에 그녀가 사망했을때에도 메디치 장지에 묻는 것을 거부했다.

## 생애

### 어린 시절
1548년 베네치아에서 태어났다. 아버지는 귀족가문 출신의 바르톨로메오 카펠로(1519-1594)이고 어머니는 명문 귀족 모로시니 가문의 펠레그리나 모로시니이다. 그녀의 어린 시절에 대해서는 많이 알려져 있지 않지만, 사춘기가 되었을 때, 그녀는 불그스레한 금발 머리와 풍만한 몸매를 가진 대단한 미모의 소유자로 유명했다. 또한 부유한 가정환경속에 매우 수준 높은 교육을 받으며 성장했다. 15세때에 피렌체 출신에 피에트로 보나벤투리와 사랑에 빠졌다. 피에트로는 자신이 부유한 살비아티 가문의 일족이라고 했으나 실상은 살비아티 가문이 운영하는 베네치아 은행의 일개 직원에 불과했고 피렌체의 가난한 가문의 출신이었다.

### 결혼과 도피
비앙카의 가문은 결혼을 허락하느니 차라리 죽여버리려고 했기에 두 사람은 비밀리에 결혼했다. 그리고 1563년 11월 28일 그녀는 피에트로와 함께 피렌체로 도망쳤다. 이 사실이 발각되자 그들의 도피를 도운 피에트로의 숙부는 베네치아에 투옥되었으며 비앙카의 출신 가문인 카펠로 가문은 피에트로의 목에 2,000듀캇의 현상금을 걸었다. 1564년에 비앙카는 버지니아라는 딸을 낳았다. 베네치아 정부는 명문 귀족 가문의 명예를 더럽힌 비앙카를 강제구인하여 송환하려고 노력했지만, 코시모 1세 데 메디치가 송환에 반대하는 바람에 성공하지 못했다.
지난 100년 넘는 세월동안 피렌체와 베네치아는 원수이자 경쟁국이었다. 그 시대에 벌어진 거의 모든 전쟁에서 두나라는 서로 적국이 되어 싸웠다. 피렌체에 공화정이 파괴되고 귀족정이 시작된것에 반발한 공화주의자들은 베네치아로 망명하여 베네치아 정부와 귀족들의 직간접적인 지원하에 투쟁해왔다. 따라서 그 어떠한 베네치아인들도 피렌체에서는 환영받지 못했다. 이런 환경하에서 시작된 비앙카의 피렌체에서의 삶은 비참하기까지 했는데, 시댁식구들의 구박까지 받았지만 그녀는 베네치아로 결코 돌아갈 수 없었다. 가문의 명예를 더럽혔다는 이유로 살해 당할 수도 있었기 때문이었다. 특히 그녀의 출신 가문인 카펠로 가문은 매우 부유하며 베네치아 귀족들 중에서도 자부심이 강하기로 소문난 명문가문이었다.

### 애첩 비앙카

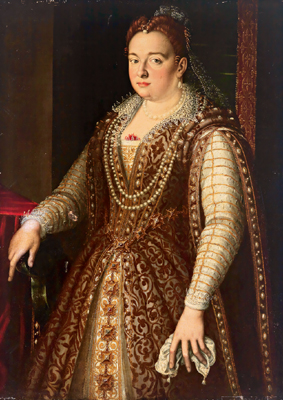
비앙카 카펠로 (1548~1587)

비양카는 남편의 가족들과도 원만하게 지내지 못했는데 이는 시부모가 매우 가난하고 곤궁했기 때문이었다. 그러다가 그녀는 토스카나 대공의 아들인 프란체스코의 관심을 끌게 되었다. 프란체스코는 이미 1565년에 요하나와 결혼해서 부인이 있었지만, 비앙카에게 보석, 돈, 그리고 다른 선물들을 주면서 유혹했다. 아내의 외도를 묵인하는 댓가로 비앙카의 남편 피에트로는 메디치 궁정에서 일을 할 수 있게 되었지만 1572년에 피렌체 거리에서 살해당했다. 이 사건에는 비앙카와 프란체스코가 연루되었을 가능성이 매우 높았다. 이후 프란체스코는 평생 한눈 안팔고 비앙카의 충실하고 헌신적인 연인이 되었다.
1574년 코시모 1세가 사망하자 프란체스코 1세가 대공 자리를 계승하였고, 비앙카를 자신과 가까운 비앙카 카펠로 궁전에 거주하게 했다. 그리고 부인인 요하나 앞에서 비앙카와의 애정을 들어내놓고 표현하여 아내를 격분하게 만들기도 했다. 1576년에 비앙카는 돈 안토니오 데 메디치를 낳았지만, 프란체스코 1세는 그의 정실 부인인 요하나와의 사이에서 합법적인 아들을 바랬기 때문에 안토니오를 합법적인 아들로 인정하지 않았다. 다만 그 당시 프란체스코 1세는 요하나로부터 아들을 얻지 못한 상태였기 때문에 비앙카와의 사이에서 태어난 안토니오는 사생아임에도 불구하고 잠재적인 후계자로 간주되었다. 프란체스코 1세의 바램대로 1577년에 프란체스코 1세의 아내 요하나가 필리프 데 메디치를 낳았다.

### 여대공 비앙카

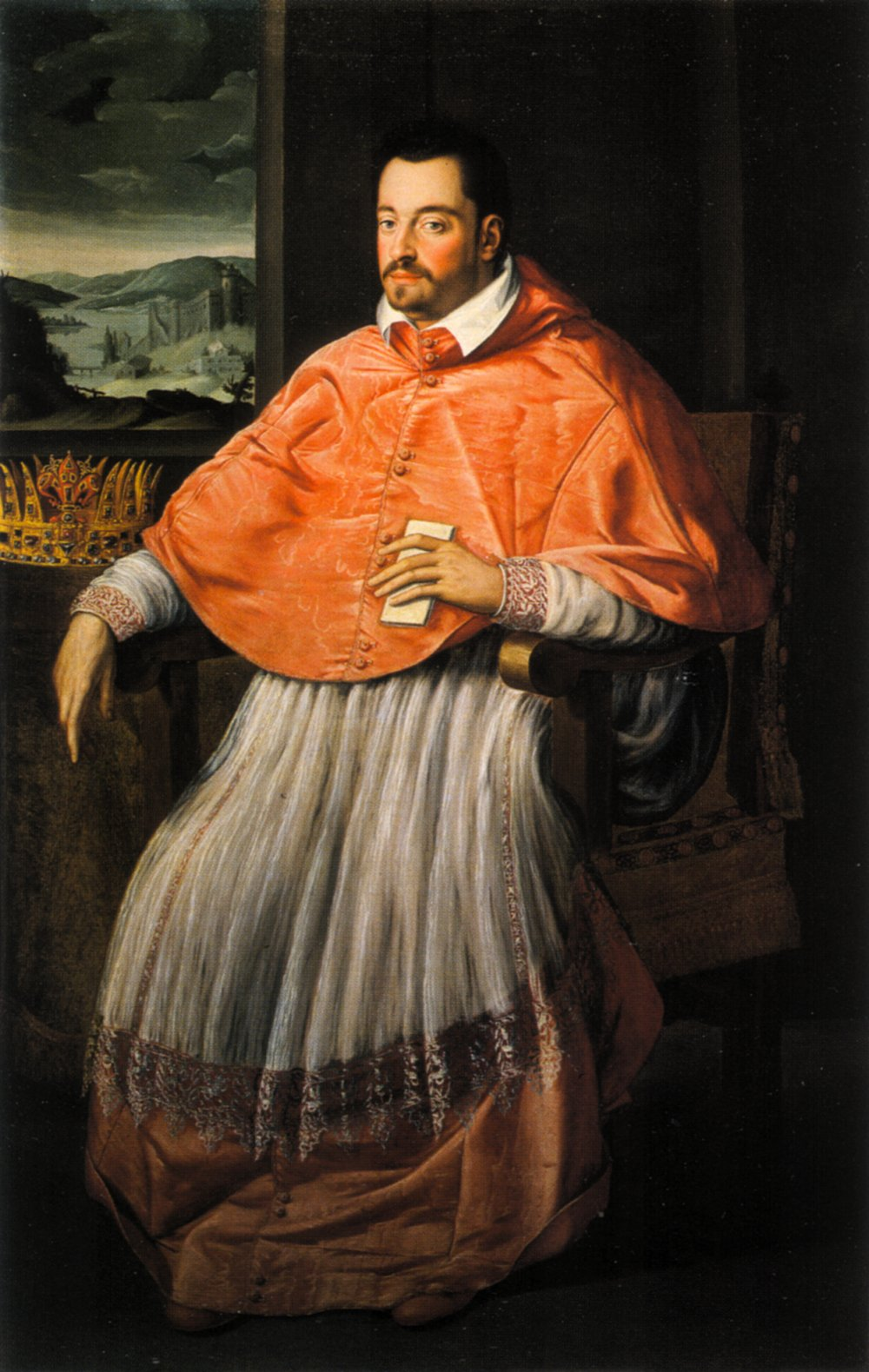
시동생 페르디난드 추기경

1578년 정실 부인인 요하나가 임신중에 사고로 사망하자 몇 달 후 프란체스코 1세는 비앙카와 비밀리에 결혼했다. 그리고 1579년 6월 10일에 결혼 사실이 공표한후 사생아 안토니오를 아들로 인정했다. 이틀 후인 6월 12일, 비앙카는 피렌체의 베키오 궁전에서 토스카나 여대공으로 즉위했다. 그러자 베네치아 정부는 비앙카 송환작업을 포기한채 비앙카를 매개로 하여 토스카나와의 좋은 외교 관계를 맺는 것으로 선회하였다.
비앙카의 위상은 여전히 확고하지 못했다. 후계자는 여전히 전처의 자식인 필리프였고 자신이 낳은 돈 안토니오는 아들로 인정받았음에도 불구하고 사생아로 남아 공국을 상속하는 것이 금지되었다. 남편 프란체스코 1세가 자기보다 먼저 죽는다면 비앙카와 그녀의 자녀는 메디치 가문으로부터 버림을 받을 확률이 높았다. 피렌체 인들은 비앙카를 혐오하기까지 했으며, 특히 남편의 남동생인 페르디난드 추기경이 그녀를 몹시 싫어하는 것이 큰 문제였다. 페르디난드 추기경의 비앙카에 대한 혐오는 도를 넘어 많은 범죄를 그녀와 연관지어 생각하였으며 그녀를 토스카나에서 추방하려고 노력했다. 그의 이런 행동은 거의 병적인 수준이었다. 이 때문에 형제간의 우애도 나빠졌다. 그러나 1582년 필리프가 죽으며 상황이 달라졌다. 프란체스코 1세는 스페인 왕 펠리페 2세의 묵시적인 지지속에 아들 안토니오를 후계자로 선언하였다.

### 사망
1587년 10월 9일과 10일에 포조 아 카이아노의 메디치 빌라에서 프란체스코 1세와 비앙카가 사망했다. 당시 사인은 말라리아 혹은 독살된 것으로 추정된다. 2006년, 피렌체 대학의 법의학 및 독성학 전문가들은 비소 중독의 증거가 발견되었다고 영국 의학 저널에 보고했지만, 2010년에 말라리아를 일으키는 기생충이 있었다는 증거가 프란체스코 1세의 유해에서 발견되었다. 형의 뒤를 이어 토스카나 대공이 된 페르디난드 1세는 비앙카가 메디치 가문의 공식적인 구성원이 아니라는 이유를 들어 메디치 가문의 장지에 묻히는 것을 허락하지 않았다. 비앙카는 성 베드로 성당 아래에 있는 공동묘지에 묻혔을 것으로만 알려져 있다.

## 평가
대체적으로 비앙카에 대한 평판은 안좋았는데, 그 이유에는 여러가지가 있다. 먼저 그녀가 피렌체의 오랜숙적 베네치아 출신이라는 국민적 감정이 한몫하고 있다. 또한 유부녀 신분에 외도를 통해 애첩이 되었다는 사실, 그녀의 남편이 살해되었고, 프란체스코 1세의 폭정에 대한 비난이 항상 고스란히 약자인 그녀에게 쌓였으며, 프란체스코 1세 사후에 대공이 된 페르디난드 1세에게 아부하는 자들은 페르디난드 1세가 비앙카를 병적으로 증오했다는 점을 잘 알고 있었기에 비앙카에 대한 온갖 험담을 늘어놓았기 때문이다.
피렌체인들은 그녀를 마녀라 믿었다. 1578년 프란체스코 1세의 첫 부인 요하나가 죽었을때나 1582년에 프란체스코 1세의 외아들 필리프가 죽었을때에 모두 비앙카가 독살을 했을 것이라 여겼다. 그러나 그녀가 다른 사람과 불륜을 했다는 이야기는 전무하며 여대공에 올라 신분이 상승했음에도 우쭐대거나 하지 않았다고 한다. 그녀에 대한 험담이나 악평은 주로 시동생 페르디난드 1세가 흘렸을 개연성이 높았다. 또한 비판의 순수성 차원에서 볼때 페르디난드 1세는 특수한 이해관계 선상에 놓여 있었기 때문에 문제가 있다.
만일 형 프란체스코 1세가 후계없이 사망할 경우에 대공의 자리는 자신이 차지가 된다. 또한 그는 고가의 그리스 예술품 수집을 하는 취미로 인해 항상 재정적인 어려움에 처해 있었는데, 이를 해결하고자 친형 프란체스코 1세의 도움을 받지 못하면 형의 약점으로 정부였던 비앙카를 헐뜯었다. 형제간에 우애가 나빠지자 이를 중재하려고 비앙카가 노력했으며 시동생 페르디난드 1세가 자신을 병적으로 혐오함에도 그에게 선대했다. 이런 사실은 그녀가 남동생에게 보낸 친필 편지들이 피렌체 고문서 보관서에 남아있어 확인이 가능하다고 한다.